# Leif Erikson
Pour les articles homonymes, voir Ericson et Erickson.
Cet article concerne l'explorateur islandais. Pour l'acteur américain (1911-1986), voir Leif Erickson.
Leif Erikson (en norrois : Leifr Eiríksson ; en islandais : Leifur Eiríksson, parfois Ericson en français), né vers 970 à Eiríksstaðir en Islande et mort vers 1020 probablement au Groenland, est un explorateur islandais. Il est l'une des personnalités connues de l'expansion viking.
Il est le premier Européen connu à avoir découvert l'Amérique du Nord continentale. Leif est le fils d'Erik le Rouge, le fondateur de la première colonie viking nord-américaine au Groenland. Les sagas des Islandais, et plus précisément les sagas du Vinland, relatent sa découverte de terres situées au-delà du Groenland, couramment identifiées aux côtes du nord-est de l'Amérique du Nord, aux alentours du Labrador et de Terre-Neuve au Canada. Il établit une colonie nordique au Vinland, identifiée par des découvertes archéologiques comme probablement L'Anse aux Meadows, et a probablement exploré les zones autour du golfe du Saint-Laurent.

## Biographie

### Enfance et famille
Leif Erikson, parfois orthographié Ericson (forme anglicisée) ou Eiríksson (forme d'origine), est l'un des trois fils d'Erik le Rouge et de Thjóðhild. Il est aussi le petit-fils de Thorvald Ásvaldsson. Il serait aussi apparenté à Naddoddr, un Viking norvégien qui est l'un des premiers colons des îles Féroé et l'un des premiers à avoir découvert l'Islande.
L'année de naissance de Leif Erikson est le plus souvent située vers 970 ou 980. Bien que son lieu de naissance ne soit pas mentionné dans les sagas, il est probable qu'il soit né en Islande où ses parents se sont rencontrés, probablement quelque part sur la côte du Breiðafjörður, et peut-être à la ferme Haukadal où la famille de Thjóðhild réside. Néanmoins, il est accepté qu'Eiríksstaðir où réside Erik le Rouge est plus probablement le lieu de naissance de Leif Erikson. Leif a deux frères, Thorsteinn et Thorvald, et une demi-sœur, Freydis. Une autre demi-sœur, Thurid, est parfois mentionnée,.
Thorvald Ásvaldsson est déclaré hors-la-loi en Norvège pour meurtre et se réfugie avec son jeune fils Erik le Rouge en Islande. Quand Erik est lui-même banni d'Islande, il voyage plus à l'ouest dans une région qu'il nomme le Groenland où il établit un premier établissement permanent en 986. Tyrkir, l'un des thralls d'Erik, se voit confier la charge des enfants d'Erik, ce qui lui vaut d'être considéré par Leif comme son « père adoptif ».

### Découverte du Vinland

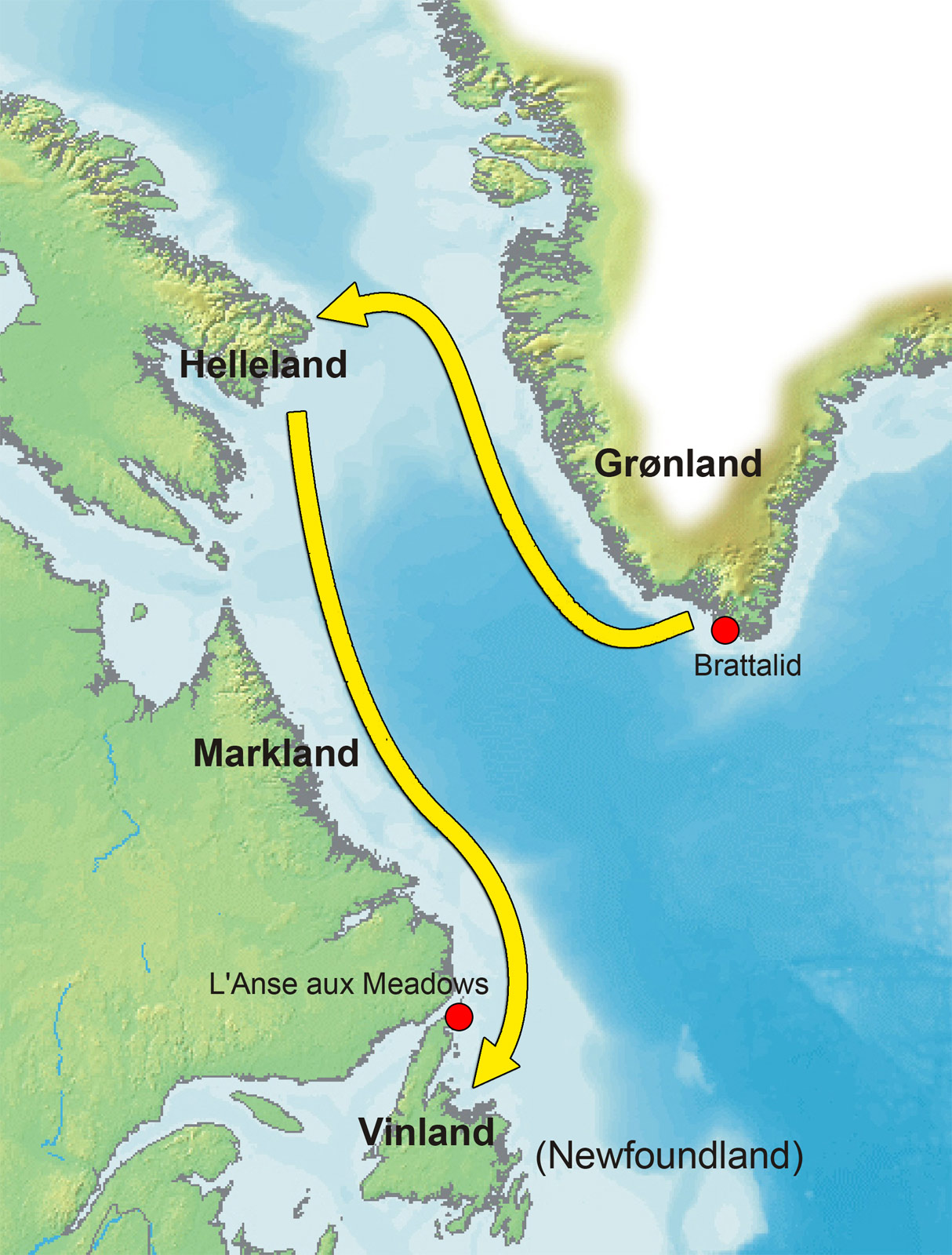
Étapes supposées de l'exploration et de la colonisation de l'est de l'Amérique du Nord par les Vikings.

Le premier voyage de Leif l'emmène aux Hébrides puis en Norvège vers l'an 1000, à la cour du roi de Norvège Olaf Tryggvason qui le convainc de se convertir au christianisme et d'emmener un prêtre au Groenland pour introduire la religion dans cette région,,. Cela déplaît profondément à son père, païen et qui avait réussi à asseoir sa domination sur les colonies. La Saga d'Erik le Rouge et la Saga des Groenlandais, toutes deux écrites vers 1200, contiennent des comptes-rendus différents des voyages au Vinland,,. Les deux seules mentions strictement historiques connues du Vinland se trouvent dans la Gesta Hammaburgensis ecclesiae pontificum (vers 1075) d'Adam de Brême et dans le Livre des Islandais (vers 1122) d'Ari Þorgilsson. Selon la Saga d'Erik le Rouge, Leif aurait vu pour la première fois le Vinland après avoir été dévié de sa route de retour au Groenland.
Selon l'interprétation littérale de la traduction du linguiste Einar Haugen sur les deux sagas dans son livre Voyages au Vinland, Leif n'est pas le premier Européen à « découvrir » le Nouveau Monde : il a entendu l'histoire d'un marchand, Bjarni Herjólfsson, qui prétendait avoir aperçu des terres à l'ouest du Groenland vers 986. Cependant, Bjarni Herjólfsson n'y aurait jamais posé le pied. Leif y aurait donc lui trouvé des « champs de blé et des vignes auto-ensemencés ». Il sauve ensuite deux hommes naufragés sur ces terres et leur permet de revenir au Groenland. Par conséquent, si Bjarni Herjólfsson est le premier Européen à voir l'Amérique au-delà du Groenland, les deux hommes naufragés — non nommés — sont les premiers Européens connus à y être allés.
Leif aurait approché Bjarni Herjólfsson, lui achetant son navire et rassemblant un équipage de trente-cinq hommes pour monter une expédition vers le pays que Bjarni avait décrit. Son père, Erik le Rouge, est prêt à le rejoindre, mais abandonne après qu'il est tombé de cheval, un incident qu'il interprète comme un mauvais présage.
Leif suit la route inverse de Bjarni Herjólfsson et découvre d'abord un endroit rocheux et désolé qu'il nomme Helluland (« pays de la pierre plate »). Il s'agirait probablement de l'île de Baffin.
Après s'être aventuré plus loin par la mer, il accoste une deuxième fois sur une côte boisée qu'il nomme Markland (« pays de la forêt »). Il s'agirait presque certainement de la côte est de l'actuel Labrador.
Enfin, après deux jours de plus en mer, il découvre une zone verdoyante avec un climat doux et des approvisionnements abondants en saumon. À l'approche de l'hiver, il décide de camper là et sépare son groupe en deux : l'un pour rester au camp et l'autre pour explorer le pays. Au cours d'une de ces explorations, Tyrkir découvre que la terre est pleine de vignes et de raisins. Il s'agirait probablement du site actuel de Bay St Lawrence au nord de l'île du Cap-Breton en Nouvelle-Écosse. Leif nomme donc le pays Vinland (« pays du vin »). Là, lui et son équipage construisent une petite colonie, appelée plus tard Leifsbudir (« les maisons de Leif ») par des visiteurs venus du Groenland. Après avoir passé l'hiver au Vinland, Leif retourne au Groenland au printemps avec une cargaison de raisins et de bois,. Lors du voyage de retour, il sauve un naufragé islandais et son équipage, lui faisant gagner le surnom « Leif le Chanceux »,.

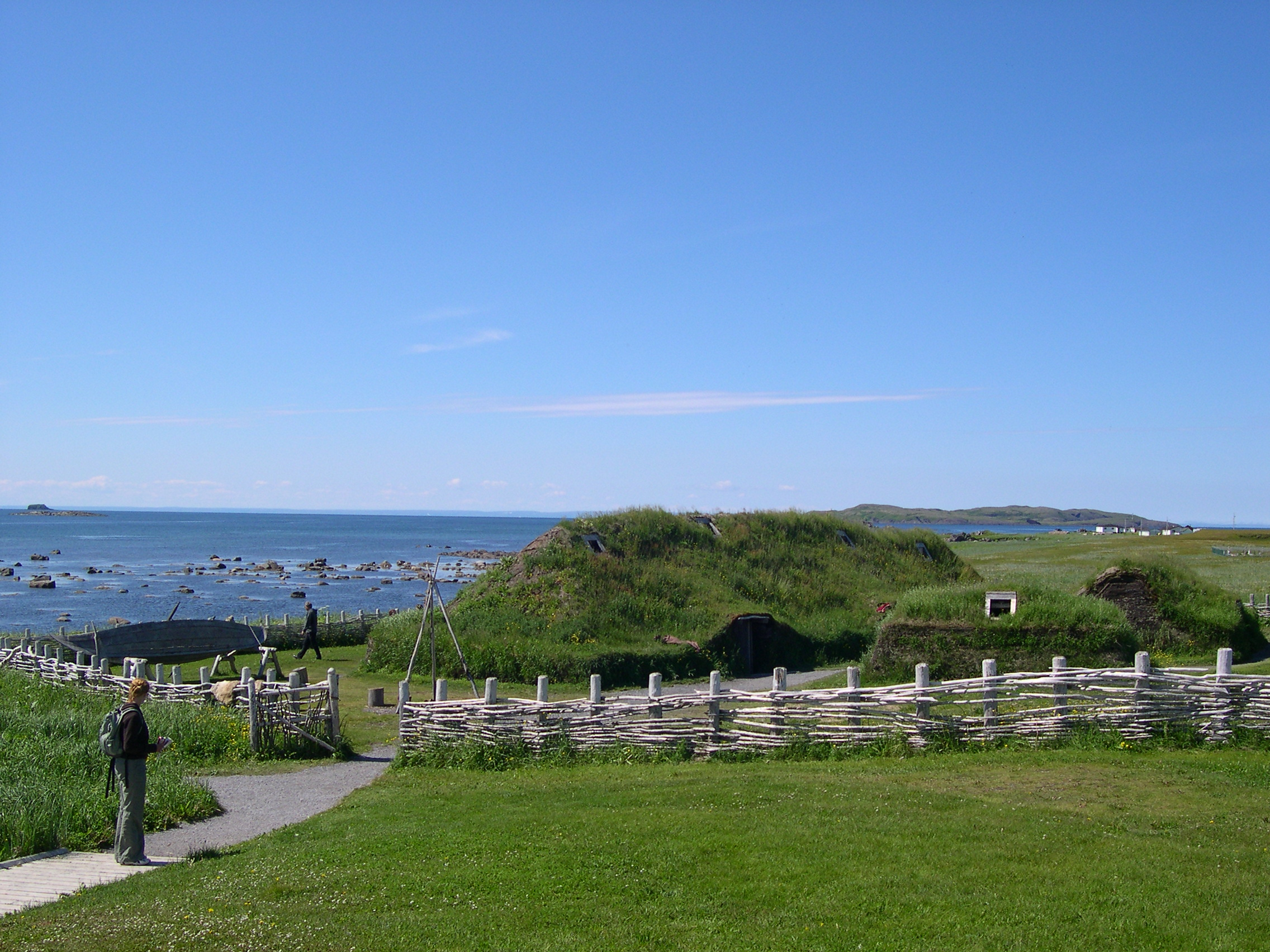
Recréation moderne de l'habitat viking à L'Anse aux Meadows.

Par la suite, Leif encourage d'autres expéditions de ses proches vers l'ouest mais, son père étant décédé, il reprend ses fonctions de chef et n'a guère l'occasion de reprendre la mer. Il doit encore s'occuper du cas de sa demi-sœur Freydis Eiriksdottir, coupable de crimes de sang avec son équipage lors d'un dernier voyage au Vinland. Son fils Thorkell Leifsson reprend le contrôle des colonies groenlandaises à sa mort, vers 1025.

### Profil, piété et descendance
Leif est décrit comme un homme sage, attentionné et fort d'apparence. Pendant son séjour aux Hébrides, il est tombé amoureux d'une noble femme, Thorgunna, qui a donné naissance à son fils Thorgils. Ce dernier a ensuite été envoyé à Leif au Groenland, mais il n'est pas devenu assez notable pour que les sagas le mentionnent.
Après le premier voyage de Leif au Vinland, il retourne au domaine familial de Brattahlid (« escarpement ») au Groenland et commence à prêcher le christianisme aux Groenlandais. Son père, Erik le Rouge, réagit froidement à la suggestion d'abandonner sa religion, alors que sa mère Thjóðhildr s'est rapidement convertie et a construit une église appelée l'église ou la chapelle de Thjóðhild. Leif est mentionné pour la dernière fois, en vie, en 1019 et, en 1025[pas clair], il transmet la chefferie d'Eiríksfjǫrðr (« le fjord d'Erik », actuel fjord de Tunulliarfik) à un autre fils, Thorkell,. Rien n'est mentionné sur sa mort dans les sagas : il est probablement mort au Groenland entre ces dates. Rien d'autre n'est connu de sa famille au-delà de la succession de Thorkell en tant que chef.

## Postérité

### Importance historique
L'expédition réussie de Leif Erikson au Vinland encourage d'autres Vikings à faire le voyage. Le premier contact apparent entre les Vikings et les peuples indigènes, qu'ils nomment plus tard skrælingar (probablement des Micmacs), est réalisé par son frère Thorvald et déclenche des hostilités et des tueries. En fin de compte, aucune colonie viking permanente ne reste au Vinland, bien que des voyages sporadiques au moins au Markland pour du commerce, du minerai ou du bois aient pu durer des siècles.

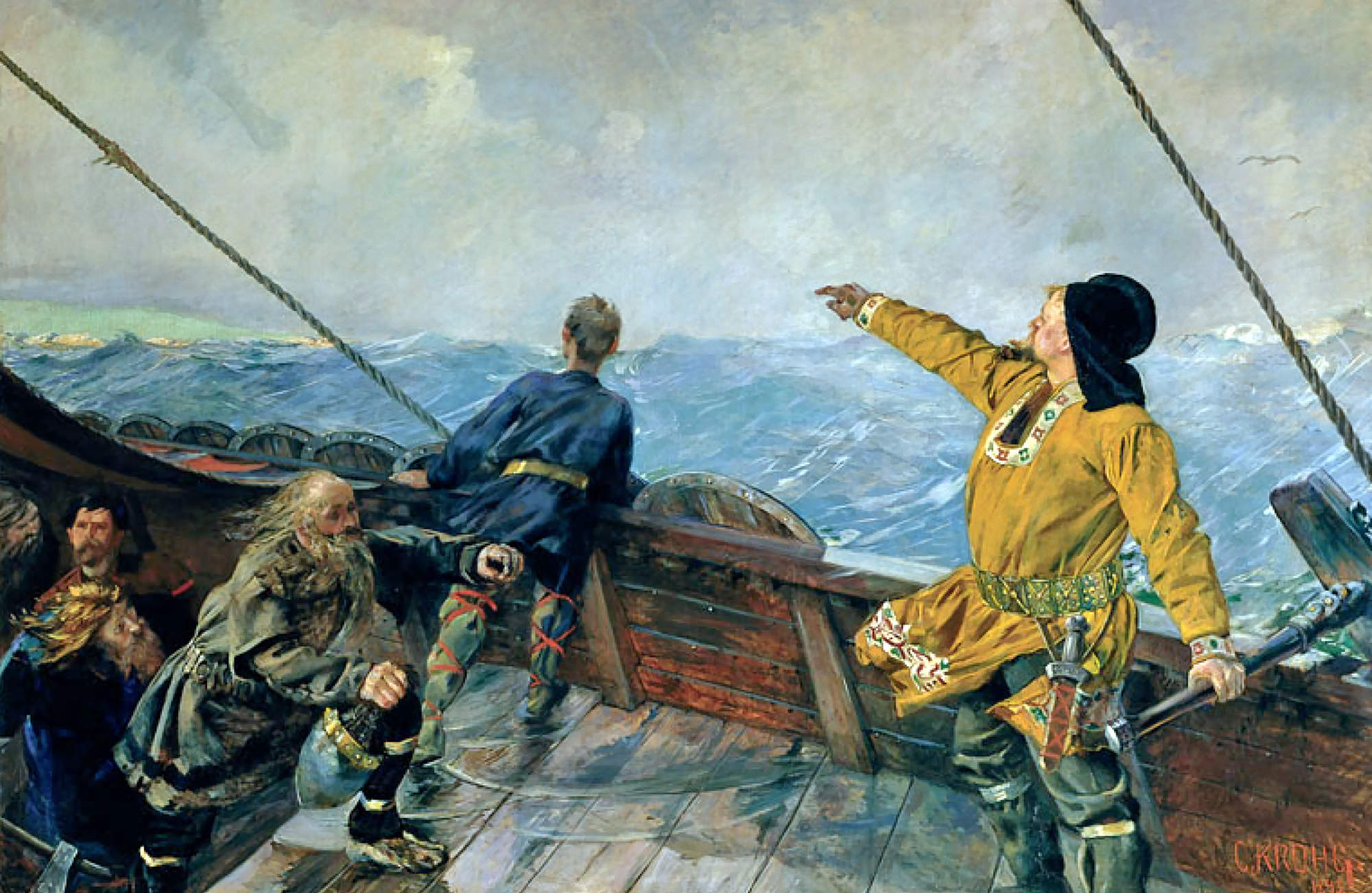
Leif Erikson découvre l'Amérique par Christian Krohg (1893).

Le manque d'informations et le ton léger des références à ces domaines dans les sagas peuvent suggérer que la découverte n'a pas été considérée comme particulièrement significative par les Vikings à l'époque, ou qu'elle n'a pas été considérée être une connaissance publique, voire les deux. La connaissance des voyages au Vinland aurait pu s'étendre autour de l'Europe médiévale, puisque des écrivains comme Adam de Brême font mention de terres éloignées à l'ouest. Il a même été suggéré que la connaissance de l'existence du Vinland aurait pu être conservée dans les ports européens jusqu'au XVe siècle et que Christophe Colomb, qui a affirmé dans une lettre avoir visité l'Islande en 1477, aurait pu obtenir cette information.
Des recherches menées au début des années 1960 par l'explorateur norvégien Helge Ingstad et son épouse, l'archéologue Anne Stine Ingstad, ont permis d'identifier un établissement nordique situé à l'extrémité nord de Terre-Neuve. Il est suggéré que ce site, connu sous le nom de L'Anse aux Meadows, soit Leifsbudir. Le couple Ingstad a démontré que les Vikings avaient atteint l'Amérique environ 500 ans avant Christophe Colomb. Des preuves archéologiques postérieures suggèrent que le Vinland est peut-être situé dans les zones autour du golfe du Saint-Laurent et que le site de L'Anse aux Meadows était une station de réparation de navires et un point d'étape pour les voyages là-bas. Cela ne contredit pas nécessairement l'identification de L'Anse aux Meadows avec Leifsbudir,, puisque les deux sagas semblent décrire le Vinland comme une région plus vaste et qui comprend plusieurs établissements. La Saga d'Erik le Rouge mentionne deux autres colonies au Vinland : une colonie appelée Straumfjörðr (« fjord des courants ») qui se trouvait au-delà du Furdustrandir et où se serait installé Thorfinn Karlsefni, et l'autre appelée Hóp (« lagune »), située plus au sud. Depuis, des fouilles ont permis la découverte d'un nouvel établissement à Pointe Rosée en 2016 qui confirment de nouveau l'existence d'une colonisation viking des Amériques.

Timbres-poste commémoratifs sur Leif Erikson
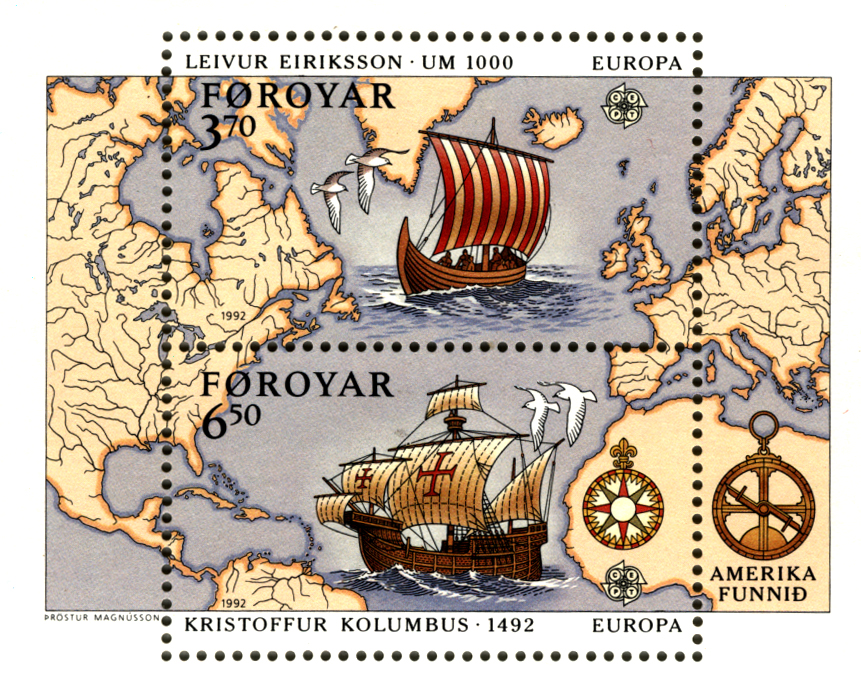
Timbres-poste des Îles Féroé sur Leif Erikson et Christophe Colomb.
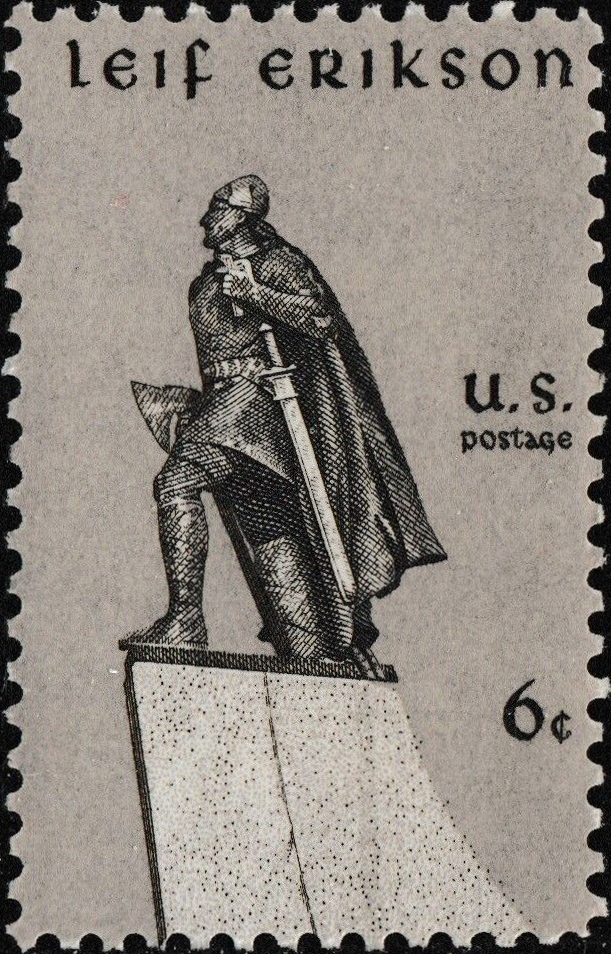
Timbre poste des États-Unis édité pour le Leif Erikson Day 1968.

### Culture populaire

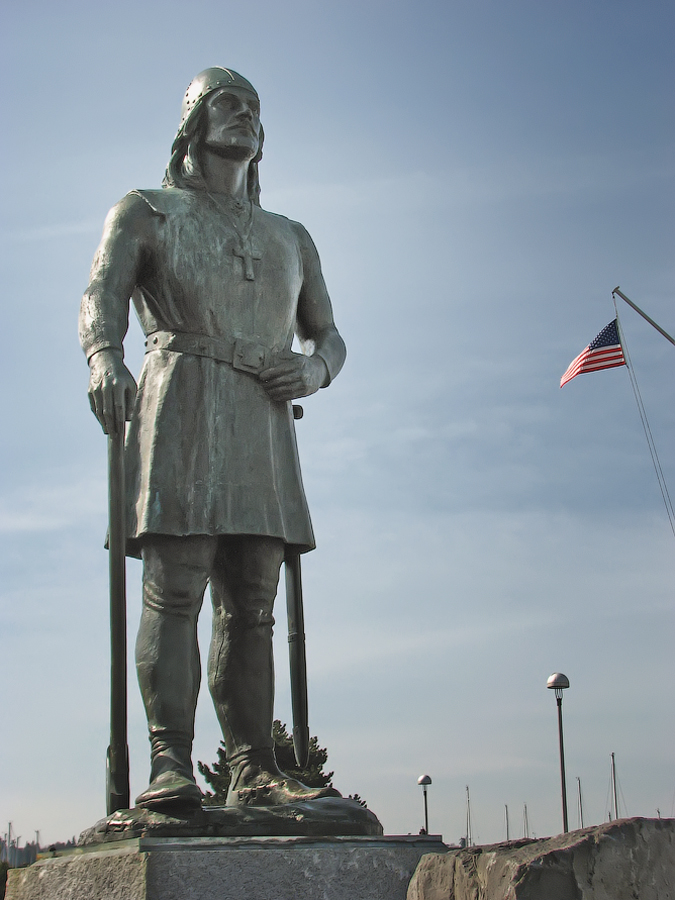
Statue de Leif Erikson à Seattle.

Les histoires du voyage de Leif en Amérique du Nord ont eu un profond effet sur l'identité et la perception d'eux-mêmes pour les Américains d'origine scandinave et les immigrants nordiques aux États-Unis. Plusieurs statues de Leif Erikson ont ainsi été érigées en sa mémoire : à Boston (par Anne Whitney en 1887, à l'instigation de Eben Norton Horsford), à Milwaukee (Leif, le Découvreur, copie de celle de Boston), à Chicago (pour l'Exposition universelle de 1893 et en lien avec l'arrivée du Viking, une réplique du bateau de Gokstad qui réalise la traversée de l'Atlantique depuis Bergen pour l'occasion), à Eiríksstaðir, à Seattle, devant le Capitole de l'État du Minnesota à Saint Paul (en 1949), à Duluth (en 1956) ou encore devant l'Hallgrímskirkja à Reykjavik (par Alexander Stirling Calder). Une autre œuvre d'art réalisée pour l'Exposition universelle de 1893 est la peinture Leif Erikson découvre l'Amérique (1893) par Christian Krohg. Ce tableau, possession d'une association commémorative de Chicago à Leif Erikson, a été cédée à la Galerie nationale d'Oslo en 1900.
Pour le centenaire de la première immigration officielle d'un Norvégien en Amérique, le président des États-Unis Calvin Coolidge a publiquement déclaré à la Foire d'État de Minnesota en 1925, que Leif avait effectivement été le premier Européen à découvrir l'Amérique. Une réplique du drakkar construite pour commémorer le voyage de Leif Erikson a été réalisée 1926 en Norvège.
Les sagas ne donnent pas la date exacte de l'arrivée de Leif Erikson en Amérique, elles affirment seulement que c'était à l'automne. À la suite d'une suggestion le 9 octobre a donc été désigné, dans la mesure où la date retenue correspond au jour de l'entrée du navire Restauration dans le port de New York, en 1825, avec le premier groupe d'immigrants norvégiens en Amérique.
En 1929, la Législature du Wisconsin adopte un projet de loi pour faire du 9 octobre le Leif Erikson Day dans l'État. Le projet de loi est signé par le gouverneur Walter J. Kohler Sr. en mai de la même année. En 1964, le Congrès des États-Unis institue ce jour férié afin d'honorer le découvreur viking de l'Amérique,,.

Statues de Leif Erikson
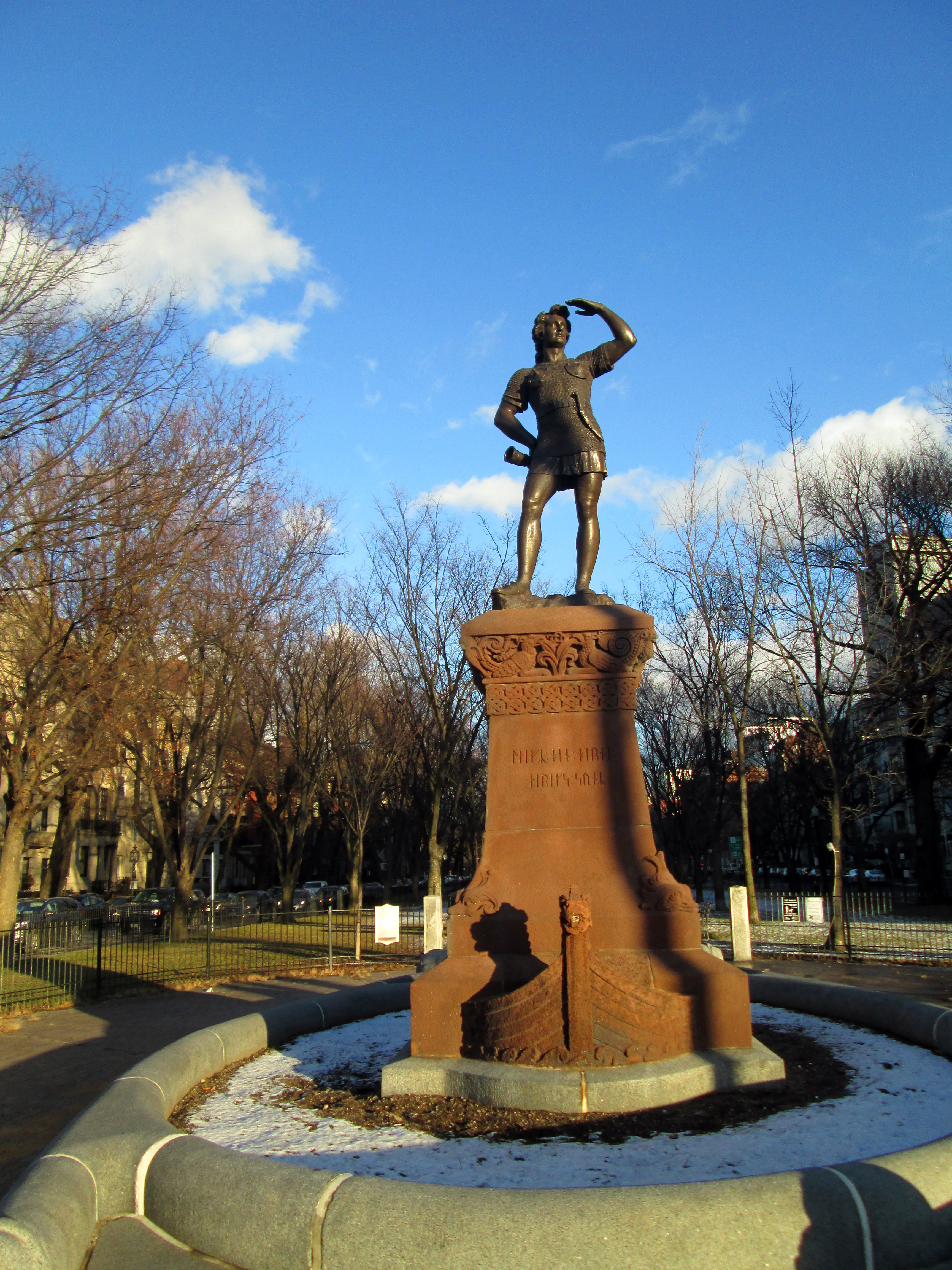
Statue de Leif Erikson à Boston.
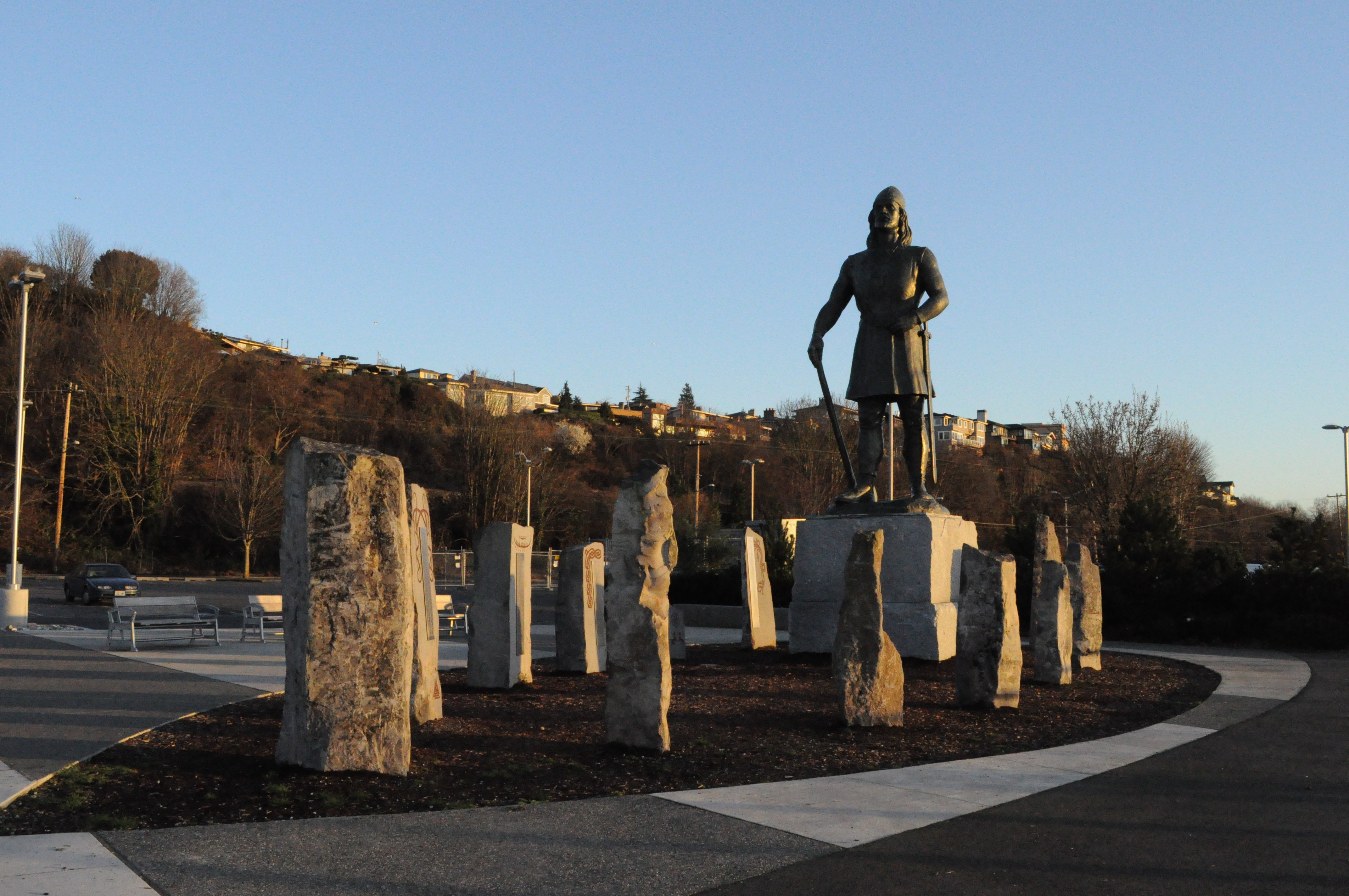
Statue de Leif Erikson à Seattle.
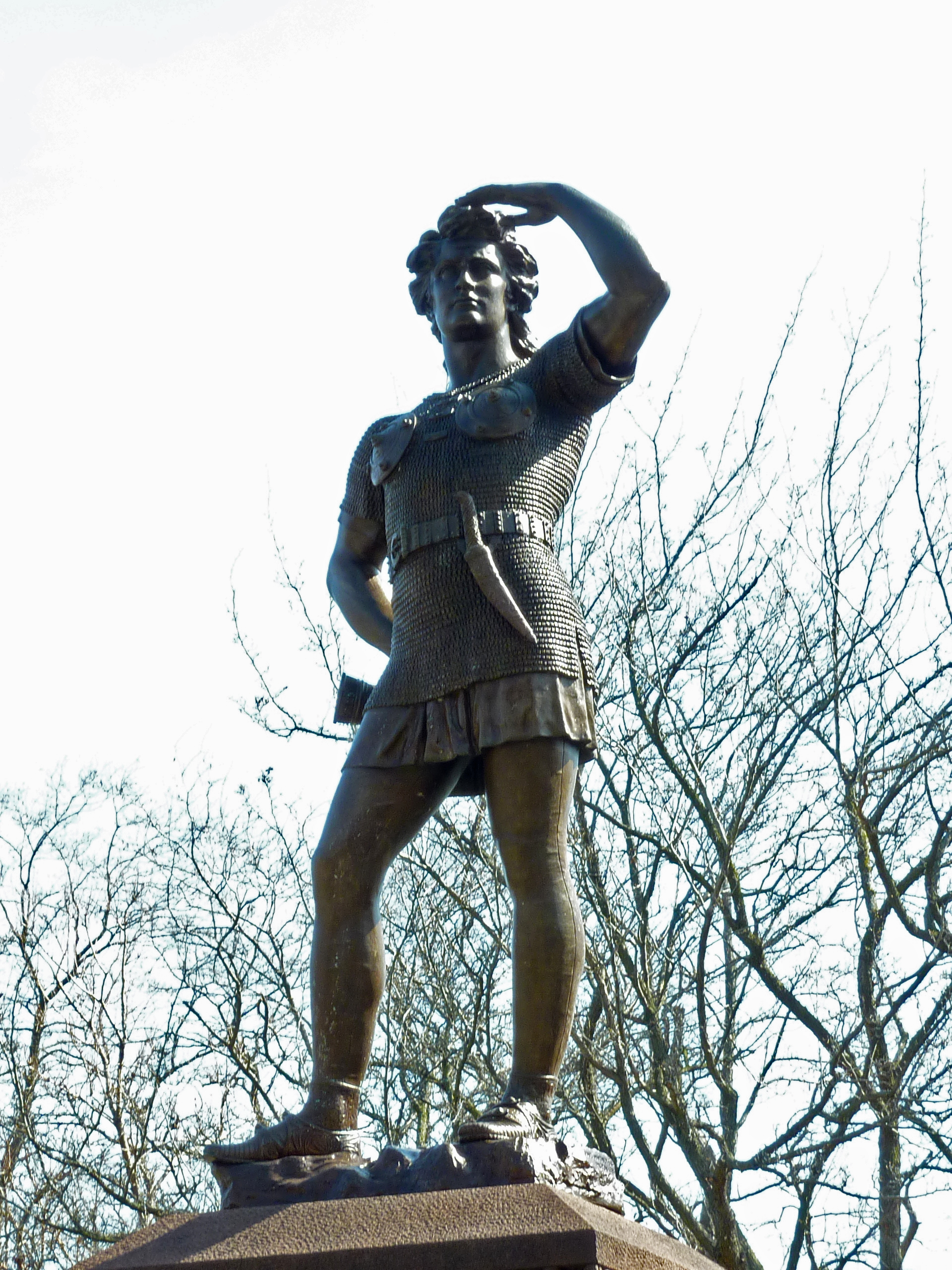
Leif, le Découvreur à Milwaukee.
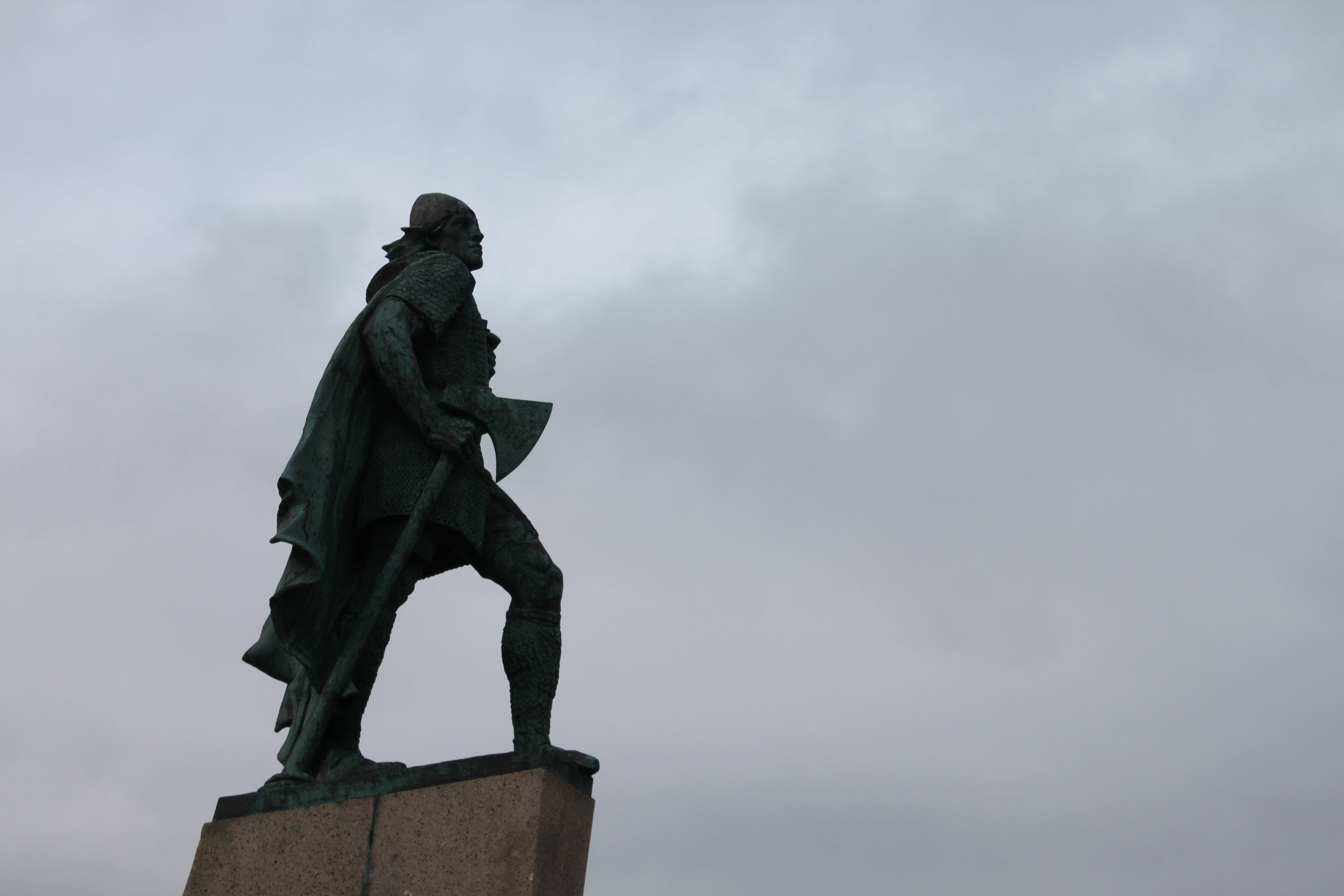
Statue de Leif Erikson à Reykjavik.

### Au cinéma et à la télévision
Leif Erikson est le héros du film d'animation américain Leif Ericson: The Boy Who Discovered America, sorti en 2000.
Leif Erikson est l'un des personnages principaux de la série télévisée Vikings: Valhalla diffusée sur Netflix en 2022. Il est interprété par l'acteur australien Sam Corlett.
Leif Erikson apparaît aussi dans le manga Vinland Saga sortie en 2009 et écrit par Makoto Yukimura